# Картерет (Њу Џерзи)
Картерет (енгл. Carteret) град је у америчкој савезној држави Њу Џерзи.

## Демографија
По попису из 2010. године број становника је 22.844, што је 2.135 (10,3%) становника више него 2000. године.
| Група             | 2000.          | 2010.         |
| Белци             | 11.855 (57,2%) | 7.812 (34,2%) |
| Афроамериканци    | 1.975 (9,5%)   | 3.393 (14,9%) |
| Азијати           | 1.722 (8,3%)   | 4.349 (19,0%) |
| Хиспаноамериканци | 4.839 (23,4%)  | 7.066 (30,9%) |
| Укупно            | 20.709         | 22.844        |